# Contea di Cheng'an
La contea di Cheng'an (成安县S, Chéng'ānP) è una contea della Cina, situata nella provincia di Hebei e amministrata dalla prefettura di Handan.